# Golmbach
Golmbach là một đô thị trong huyện Holzminden, bang Niedersachsen, Đức. Đô thị Golmbach có diện tích 15,96 km², dân số thời điểm ngày 31 tháng 12 năm 2006 là 1022 người.